# Mireille Nguimgo
Mireille Nguimgo (née le 7 novembre 1976) est une athlète camerounaise, spécialiste du 400 mètres.

## Biographie
Elle remporte deux médailles d'argent dans cette discipline aux Championnats d'Afrique de 2000 et 2002. Elle possède aussi le record national sur cette distance, en 50 s 69.
En relais, elle a remporté la médaille d'argent aux Jeux africains de 2003. Elle possède aussi le record national du 4 × 400 m, avec Carole Kaboud Mebam, Delphine Atangana et Hortense Béwouda, établi en finale des championnats du monde de 2003, où elles terminent 7e (3 min 27 s 08).

### Palmarès
| Date | Compétition                | Lieu          | Résultat | Épreuve   | Performance   |
| ---- | -------------------------- | ------------- | -------- | --------- | ------------- |
| 1996 | Championnats d'Afrique     | Yaoundé       | 2e       | 4 x 400 m | 3 min 40 s 5  |
| 1998 | Championnats d'Afrique     | Dakar         | 3e       | 4 x 400 m | 3 min 33 s 85 |
| 1999 | Jeux africains             | Johannesbourg | 3e       | 4 x 400 m | 3 min 33 s 28 |
| 2000 | Championnats d'Afrique     | Alger         | 2e       | 400 m     | 51 s 81       |
| 2000 | Championnats d'Afrique     | Alger         | 3e       | 4 x 100 m | 46 s 97       |
| 2000 | Championnats d'Afrique     | Alger         | 1re      | 4 x 400 m | 3 min 32 s 89 |
| 2001 | Championnats du monde      | Edmonton      | 7e       | 400 m     | 51 s 97       |
| 2002 | Championnats d'Afrique     | Radès         | 2e       | 400 m     | 51 s 61       |
| 2002 | Coupe du monde des nations | Madrid        | 4e       | 4 × 400 m | 3 min 26 s 84 |
| 2003 | Championnats du monde      | Paris         | 7e       | 4 × 400 m | 3 min 27 s 08 |
| 2003 | Jeux africains             | Abuja         | 3e       | 400 m     | 51 s 59       |
| 2003 | Jeux africains             | Abuja         | 2e       | 4 × 400 m | 3 min 31 s 52 |
| 2004 | Championnats d'Afrique     | Brazzaville   | 4e       | 400 m     | 51 s 20       |

### Records
| Épreuve   | Épreuve   | Performance   | Lieu              | Date         |
| --------- | --------- | ------------- | ----------------- | ------------ |
| 200m      | Plein air | 23 s 64       | Pretoria          | 24 mars 2000 |
| 400 m     | Plein air | 50 s 69       | La Chaux-de-Fonds | 13 août 2000 |
| 4 × 400 m | Plein air | 3 min 27 s 08 | Paris             | 31 août 2003 |